# マルワーン1世
マルワーン1世（マルワーン・ブン・アル＝ハカム・ブン・アビー・アル＝アース・ブン・ウマイヤ, アラビア語: مروان بن الحكم بن أبي العاص بن أمية, ラテン文字転写: Marwān b. al-Ḥakam b. Abī al-ʿAs b. Umayya, 623年もしくは626年 - 685年4月もしくは5月）は、684年から685年にかけて一年に満たない期間在位した第4代のウマイヤ朝のカリフである。マルワーン1世は、イスラーム世界の第二次内乱期にカリフの地位を失ったスフヤーン家に代わりウマイヤ朝の王家となったマルワーン家を興し、マルワーン家は750年まで政権を維持した。
マルワーンは従兄弟にあたる正統カリフのウスマーン・ブン・アッファーンの治世中に北アフリカ中部のカルタゴに存在したビザンツ帝国（東ローマ帝国）のアフリカ総督府に対する軍事作戦に参加し、多大な戦利品を獲得した。その後、ウスマーンの下でペルシア南西部のファールスの総督を務め、続いてマディーナでカリフのカーティブ（書記官）となった。そして656年にウスマーンの邸宅が反乱者によって包囲され、ウスマーンが暗殺された際には反乱者に戦いを挑み首を負傷した。
ウスマーンの後を継いだムハンマドの娘婿のアリー・ブン・アビー・ターリブとアーイシャ・ビント・アブー・バクルの対立によって発生したラクダの戦いでは後者の側に立って参戦した。その後マルワーンはウマイヤ朝の創始者であり遠戚にあたるムアーウィヤの下でマディーナの総督を務めた。そしてムアーウィヤの息子で後継者のヤズィード1世の治世中にマディーナで反乱が発生した際には現地のウマイヤ家の一族の防衛に奔走した。683年11月にヤズィード1世が死去したのち、メッカを本拠地とするアブドゥッラー・ブン・アッ＝ズバイル（以下、イブン・アッ＝ズバイル）が反乱を起こして自らをカリフであると宣言し、マルワーンは追放されてウマイヤ朝の本拠地があるシリアに逃れた。
684年に最後のスフヤーン家のカリフであるムアーウィヤ2世が死去すると、マルワーンは以前にイラクの総督を務めていたウバイドゥッラー・ブン・ズィヤードに促され、ジャービヤで開かれたウマイヤ朝を支持する部族による会議の場でカリフの候補者として志願した。カルブ族のイブン・バフダルを中心とする各部族の有力者がマルワーンをカリフに選出し、マルワーンはこれらの部族とともに同年8月に起こったマルジュ・ラーヒトの戦いでイブン・アッ＝ズバイルを支持するカイス族を破った。その後の数か月間にマルワーンはメソポタミア北部のカイス族の動きを抑えつつ現地の総督たちがイブン・アッ＝ズバイル側についていたエジプト、パレスチナ、およびシリア北部に対する支配を回復させた。さらにイブン・アッ＝ズバイルが支配していたイラクを再征服するためにウバイドゥッラー・ブン・ズィヤードが率いる遠征軍を派遣したものの、その最中の685年の春に死去した。マルワーンは死の前に息子たちの政権内での地位を固めた。長男のアブドゥルマリクが後継のカリフに指名され、その弟のアブドゥルアズィーズがエジプトの総督となった。
マルワーンは後の反ウマイヤ朝の伝承の中で無法者であり暴君たちの父であるとして非難されたが、歴史家のクリフォード・エドムンド・ボズワースは、マルワーンは賢明で有能であるとともに決断力のある軍事指導者であり、自身の死後65年間続いたウマイヤ朝の支配力の基盤を築いた優秀な指導者であったと評している。

## 出自と家族

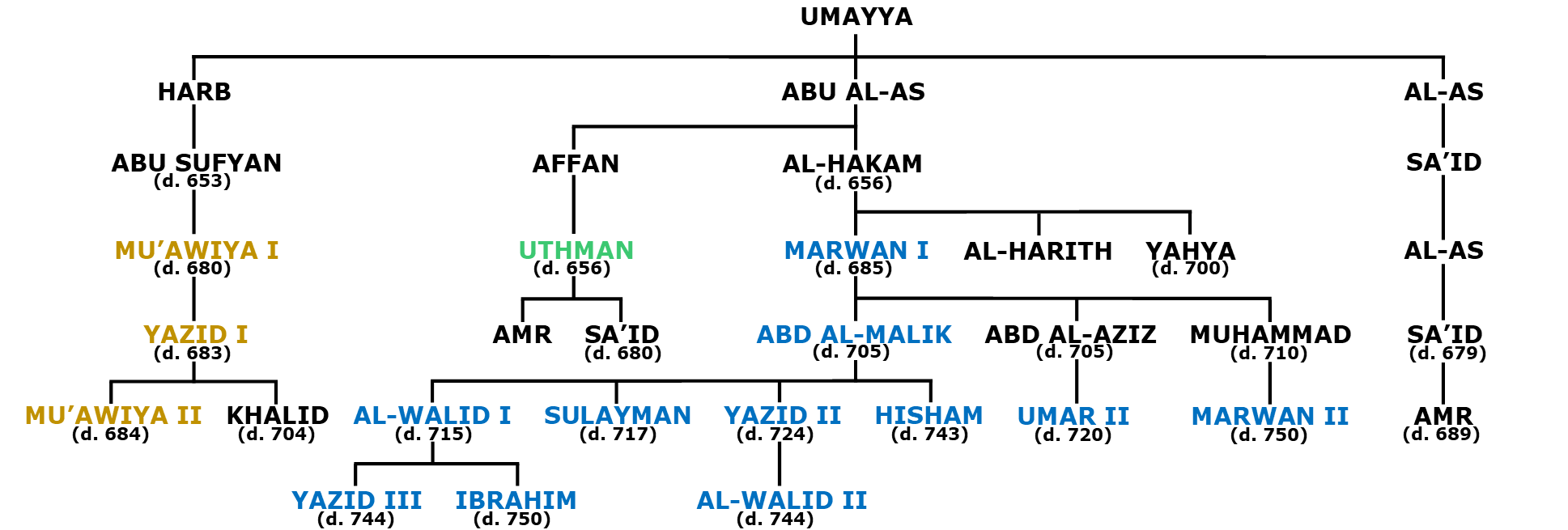
ウマイヤ家と王朝の系図。青色がマルワーン1世とその子孫（マルワーン家）のカリフ、黄色がスフヤーン家のカリフ、緑色が正統カリフのウスマーン。

マルワーンはヒジュラ暦2年もしくは4年（西暦623年もしくは626年）に生まれた。マルワーンの父親はウマイヤ家のアル＝ハカム・ブン・アビー・アル＝アースであり、ウマイヤ家はヒジャーズのメッカの町を支配していた多神教を奉ずる部族であるクライシュ族の中でも最も強力な一族であった。クライシュ族は自身もクライシュ族の出身であったイスラームの預言者ムハンマドによるメッカの征服ののち、630年頃に一斉にイスラームへ改宗した。マルワーンはムハンマドを知る存在であったため、後にサハーバ（教友）の一人として数えられた。マルワーンの母親は、メッカからティハーマの海岸線まで南西に広がる地域を支配していたクライシュ族の先祖であるキナーナ族出身のアーミナ・ビント・アルカマであった。
マルワーンには少なくとも16人の子供がおり、そのうち5人の妻と1人のウンム・ワラド（主人の子供を産んだ女奴隷）の間に少なくとも12人の息子を儲けた。父方の従兄弟にあたるムアーウィヤ・ブン・アル＝ムギーラの娘である妻のアーイシャから長男のアブドゥルマリクとムアーウィヤ、そして娘のウンム・アムルが生まれた。ウンム・アムルは644年にカリフに即位した父方の従伯父にあたるウスマーン・ブン・アッファーンの曾孫のサイード・ブン・ハーリド・ブン・アムルと結婚した。妻の一人でカルブ族出身のライラー・ビント・ザッバーン・ブン・アル＝アスバグは息子のアブドゥルアズィーズと娘のウンム・ウスマーンを産み、ウンム・ウスマーンはカリフのウスマーンの息子のアル＝ワリードと結婚した。そのアル＝ワリードは一時期ウンム・アムルとも結婚していた。同じくカルブ族出身の妻であるクタイヤ・ビント・ビシュルは息子のビシュルとアブドゥッラフマーンを産んだものの、後者は若くして亡くなった。もう一人の妻のウンム・アバーンはカリフのウスマーンの娘であった。ウンム・アバーンはマルワーンの息子のうち、アバーン、ウスマーン、ウバイドゥッラー、アイユーブ、ダーウード、そしてアブドゥッラーの6人の母親であったが、最後の一人は幼くして亡くなった。また、マルワーンはマフズーム家のアブー・サラマーの孫娘であるザイナブ・ビント・ウマルとの間に息子のウマルを儲けた。マルワーンのウンム・ワラドも同様にザイナブと呼ばれ、息子のムハンマドを産んだ。マルワーンには10人の兄弟がおり、父方の叔父として10人の甥がいた。

## ウスマーンの治世

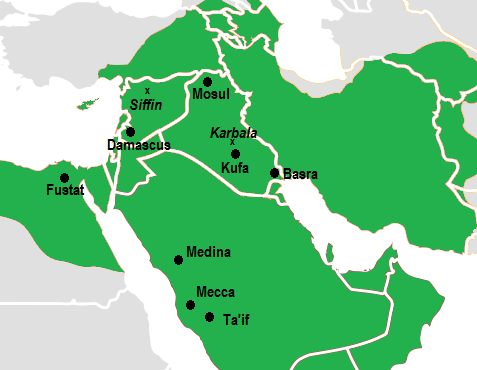
初期のイスラーム国家の主要都市の位置を表した地図（白線は現代の国境線）

マルワーンは正統カリフのウスマーン・ブン・アッファーン（在位：644年 - 656年）の治世中に北アフリカ中央部のカルタゴに存在したビザンツ帝国のアフリカ総督府に対する軍事行動に参加し、戦争で著しい量の戦利品を手にした。これらの戦利品は恐らくマルワーンの膨大な富の基盤を形成したと考えられ、マルワーンはその一部をイスラーム国家の首都であるマディーナの不動産に投資した。正確な時期は不明なものの、マルワーンはウスマーンの下でペルシア南西部のファールスの総督を務めた後にカリフのカーティブ（書記官）となり、そして恐らくはマディーナの財務監督者の地位にも就いていた。歴史家のクリフォード・エドムンド・ボズワースは、ウスマーンの治世中に行われた「クルアーンの正典化」への作業において、マルワーンはこれらの地位に就いていた間に「間違いなくその作業を助けていた」と述べている 。
歴史家のヒュー・ナイジェル・ケネディは、マルワーンはカリフの「右腕」であったとしている。一方、イスラーム教徒による伝統的な説明によれば、クライシュ族の間におけるウスマーンの当初の支持者の多くはウスマーンがマルワーンから強い影響を受けるようになったために徐々に支持を撤回していき、以前の支持者たちは物議を醸すカリフの各種の決定を非難するようになったと伝えている。しかしながら、歴史家のフレッド・マクグロウ・ドナーはこのような伝承の信憑性に疑問を呈し、ウスマーンがマルワーンのようなより若い親族や具体性に欠けるマルワーンへの非難の内容に強く影響を受けていた可能性は低いとしている。そしてこのようなマルワーンへの非難については、「マルワーンをウスマーンの12年間の統治の終わりに起こった不幸な出来事（暗殺）のスケープゴートにすることによって、いわゆる「正しく導かれた」カリフの一人としてのウスマーンの評価を取り戻すために後のイスラームの伝承の中で言及されるようになった」可能性があると指摘している 。
ウスマーンの縁故主義的な政策に対する不満とイラクにおけるサーサーン朝の旧王領地の資産の没収は、クライシュ族と資産を取り上げられたクーファ、そしてエジプトの支配層がカリフと敵対するきっかけとなった。656年の初めに、ウスマーンに対して政策を転換させようと圧力をかけるためにエジプトとクーファを発った反乱者の集団がマディーナに入った。マルワーンは反乱者に対して武力で対応するように進言したものの、ウスマーンは意見を容れずに反乱者の中では最大であり最も要求の強い集団であったエジプト人との和解に応じた。しかし、エジプトへの帰路の途中でエジプト総督のアブドゥッラー・ブン・サアドに宛てて反乱者に対する措置を講じるように指示を出していたウスマーンの名による手紙が反乱者の手に渡った。これに反発した反乱者たちは656年6月に再びマディーナに戻り、ウスマーンの邸宅を包囲した。この状況に対してウスマーンはその手紙のことは知らないと主張した。このため、手紙はウスマーンでななくマルワーンによって作成されていた可能性があると考えられている。
その後、マルワーンは命令に反していたにもかかわらず、ウスマーンの家に対する積極的な防御行動に出た。そして入口に集まっていた反乱者に対し戦いを挑んものの、戦闘で首に酷い傷を負った。伝承によれば、マルワーンは乳母であるファーティマ・ビント・アウスの治療介入によって救われ、マルワーンのマウラー（解放奴隷もしくは庇護民）であったアブー・ハフサ・ヤズィードによってファーティマの家の安全な場所へ運ばれた。そしてその直後にウスマーンは反乱者たちの手によって殺害された。
この事件はイスラーム世界の第一次内乱の大きな要因の一つとなった。以前に反マルワーンの扇動をしていたムハンマドの妻の一人のアーイシャ・ビント・アブー・バクルとウマイヤ家の者たちからウスマーンの死への復讐を求める声が挙がり、これらの声はムハンマドの従兄弟で娘婿であるウスマーンの後継者のアリー・ブン・アビー・ターリブ（在位：656年 - 661年）への反発の掛け声となっていった。

## 第一次内乱における役割

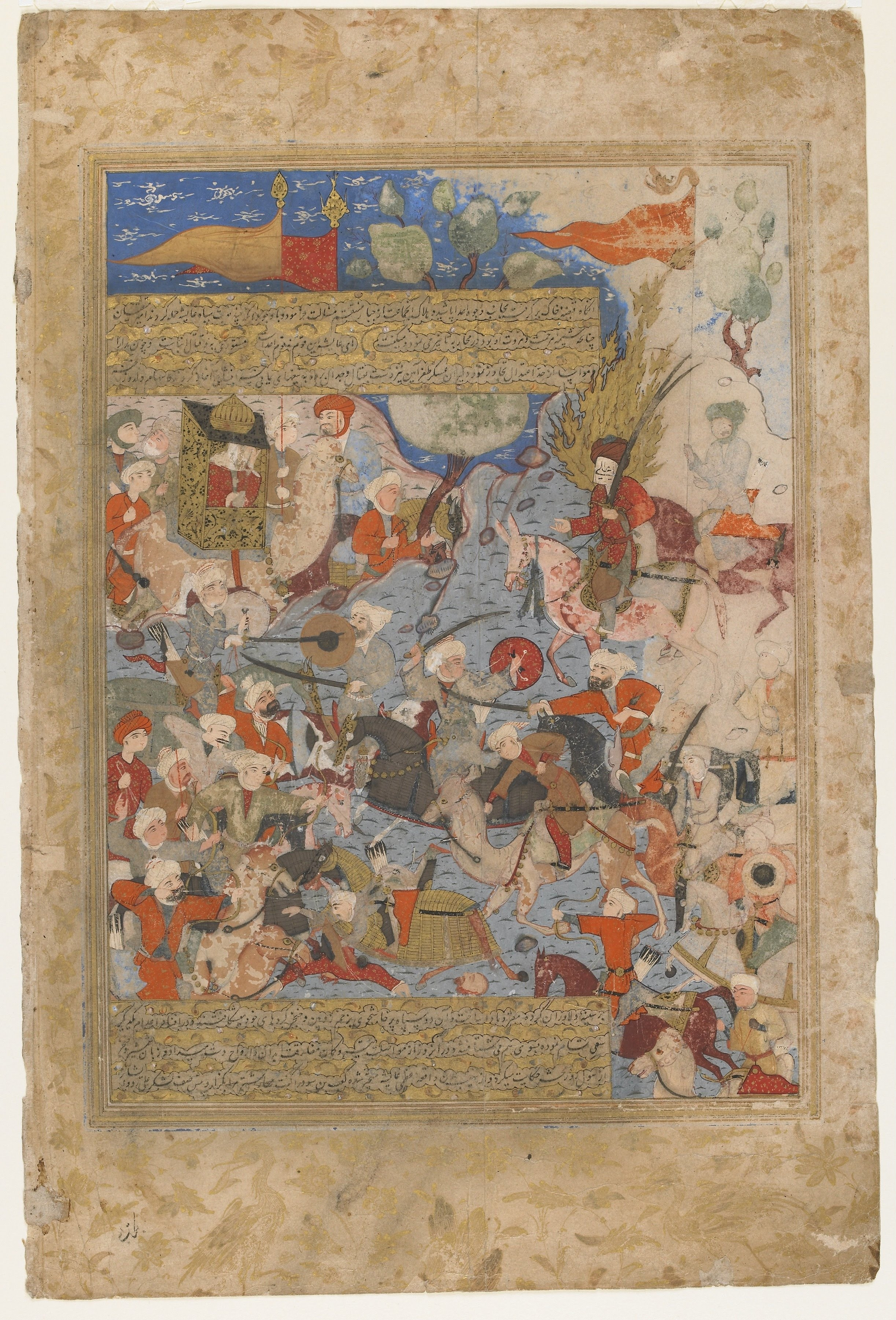
ラクダの戦いにおけるアリーとアーイシャ

カリフに即位したアリーはウスマーンの暗殺に関与したすべての人間に恩赦を与え、多くのウマイヤ家出身の総督を更迭した。このようなアリーの対応にウマイヤ家の人間は不満を募らせ、メッカに居住していたアーイシャの下に集まり、アリーにウスマーン殺害の責任を問う運動を起こした。この結果、アリーとアーイシャは対立を深め、両者の対立は656年12月に起こったラクダの戦いに発展した。マルワーンはこの対立においてアーイシャを支持し、ラクダの戦いではアーイシャの軍隊とともにアリーと戦った。
歴史家のレオーネ・カエターニは、マルワーンがこの戦いにおいてアーイシャの戦術を主導していたと推測している。現代の歴史家であるラウラ・ヴェッキア・ヴァグリエリは、カエターニの「説は興味深い」としつつも、伝えられている史料からはそれを裏付ける情報がなく、マルワーンがアーイシャの戦いにおける助言者であったとしても、「かなり慎重に行動していたために、史料においてマルワーンの行動はほとんど伝えられなかった」のであろうと考察している。
イスラームの伝統的な説明の一つによれば、マルワーンはムハンマドのサハーバの一人でアーイシャの支持者でありながらもマルワーンがウスマーンの死を招いた張本人であると考えていたタルハ・ブン・ウバイドゥッラーを殺害するために戦闘の機会を利用した。マルワーンはアリーの部隊との接近戦で自軍が後退を始めた際にタルハの膝下の静脈を貫く矢を放った。しかし、別の説明ではタルハは戦場から離脱する最中にアリーの支持者たちによって殺害されたとしている。カエターニは、タルハの死の原因をマルワーンに求める説明は一般に反ウマイヤ朝の立場の史料に基づく作り話であるとしてマルワーンを首謀者とする説を否定している。一方、歴史家のウィルファード・マーデルングは、アーイシャの敗北が確実な状況となり、このままでは自身の行動の責任を問われかねない立場に立たされた際に、マルワーンは「間違いなく」タルハを殺害する機会を待っていたと指摘している。また、マルワーンによるタルハの殺害は、ウスマーンの死の復讐を果たした最初の人物としてマルワーンを称揚した680年代のウマイヤ朝のプロパガンダによって裏付けを与えられたとしている。
アリーの勝利によって戦いが終結したのち、マルワーンはアリーに対して忠誠の誓いをした。アリーはマルワーンを許し、マルワーンはアリーへの忠誠を拒否していた再従兄弟のムアーウィヤ・ブン・アビー・スフヤーンが総督を務めるシリアへ向かった。マルワーンは657年にラッカの近郊で発生したスィッフィーンの戦いでムアーウィヤとともに参戦したものの、アリーの軍隊とは決着がつかず、内戦を解決するための仲裁も不調に終わった。

## マディーナ総督時代
アリーは661年1月にアリーとムアーウィヤの双方と対立していたハワーリジュ派の人物によって暗殺された。アリーの息子で後継者であったハサン・ブン・アリーはムアーウィヤと和平を結んでカリフの地位を放棄し、ムアーウィヤはアリーとハサンが本拠地としていたクーファに入った。そこで7月もしくは9月にムアーウィヤはカリフとして認められ、ウマイヤ朝が成立することになった。マルワーンはムアーウィヤの下でバフライン（東アラビア）の総督を務めていたが、その後661年から668年と674年から677年の二度にわたりマディーナの総督を務めた。これらの二つの期間の間は、マルワーンのウマイヤ家の親族であるサイード・ブン・アル＝アースがその地位に就いていた。
マディーナはウスマーン暗殺の余波でイスラーム国家の政治的中心地としての地位を失い、首都はムアーウィヤの本拠地であるダマスクスへ移った。マディーナは地方総督による統治へと格下げされたが、アラブ文化とイスラーム学の中心地であり、伝統的なイスラームの上流社会の拠点であり続けた。ほとんどのウマイヤ家の一族を含むマディーナの古いエリートたちは、ムアーウィヤへと移った権力の喪失に憤慨した。歴史家のユリウス・ヴェルハウゼンは、この状況を以下のように要約している。「これがどんな結果をもたらしたのか。マルワーンはかつてはウスマーンの下で全権を掌握していた帝国の高官、それが今ではマディーナのアミールだ！ マルワーンが自分よりもはるかに遠い所へと追い越して行ったダマスクスの再従兄弟に嫉妬の眼を向けていたとしても驚くには値しない」 。

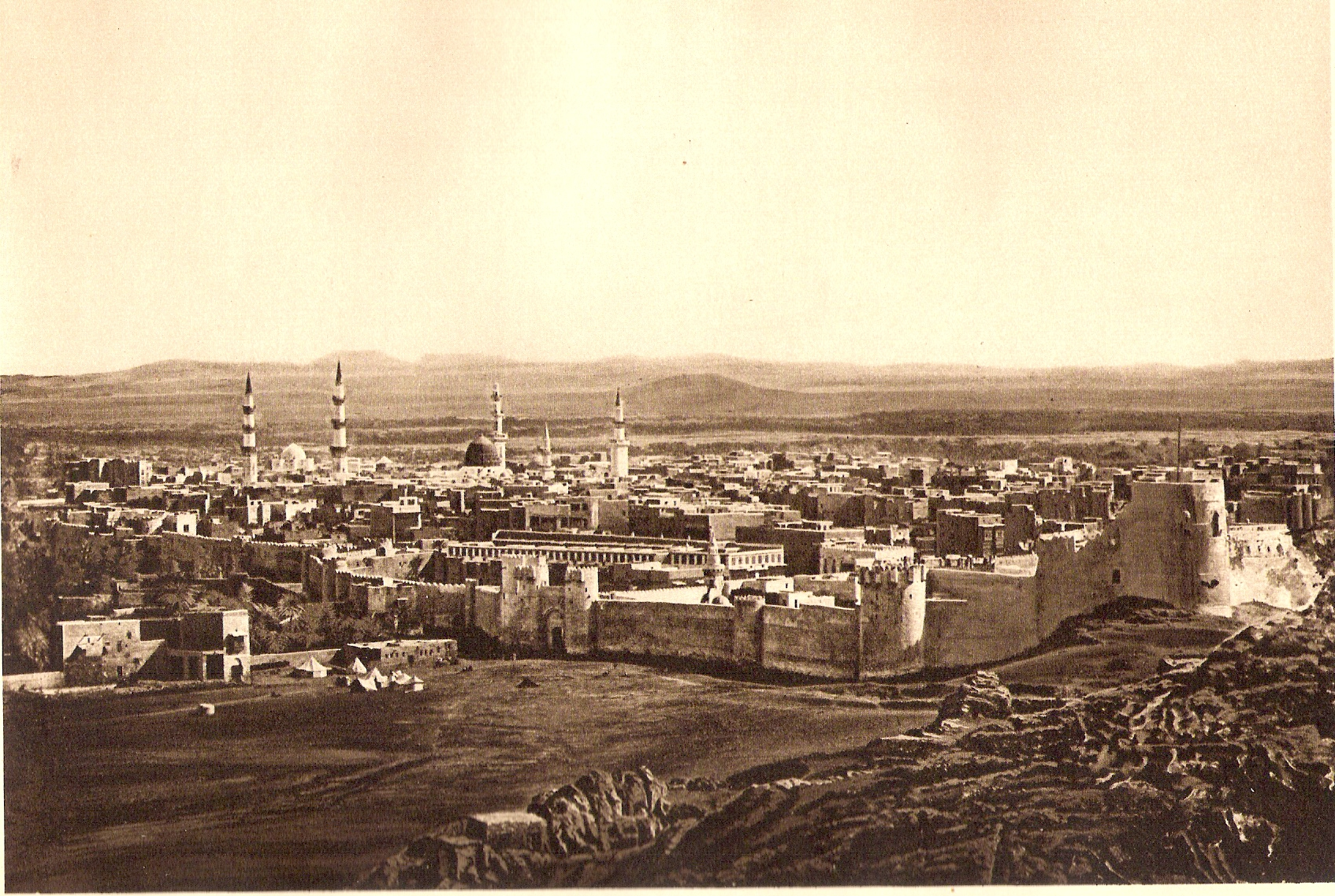
マディーナの外観（1926年以前の撮影）。マルワーンはマディーナでその経歴の大部分を過ごし、最初はカリフのウスマーンの側近として、後にはカリフのムアーウィヤの下で総督とウマイヤ家一族の指導者として過ごした。

マルワーンは最初の任期中にアラビア北西部のファダクのオアシスにある大規模な私有地をムアーウィヤから買い取り、息子のアブドゥルマリクとアブドゥルアズィーズに分け与えた。その後、マルワーンは最初に総督を解任された際に説明を受けるためにムアーウィヤの宮廷へ出向いた。解任の理由は以下の三つであった。一つ目はウマイヤ家の親族であるアブドゥッラー・ブン・アーミルがバスラの総督を解任された後にマルワーンがムアーウィヤに対してその資産の没収の対応を拒否したこと。二つ目はアブドゥッラーの後任のバスラ総督で、父親がいなかったズィヤード・ブン・アビーヒをムアーウィヤの父親のアブー・スフヤーン・ブン・ハルブの息子としてカリフが養子縁組したことに対するマルワーンの批判（この件では養子縁組を認めるかどうかでウマイヤ家内で論争となっていた）。そして三つ目はムアーウィヤの娘のラムラとウスマーンの息子でその夫であるアムル・ブン・ウスマーンの間で家庭内の紛争が生じた際にマルワーンがラムラに対する助力を拒否したことである。
670年にマルワーンはハサン・ブン・アリーの死後にその遺体をムハンマドの墓の傍らに埋葬させる試みに対してウマイヤ家として反対の立場をとり、ハサンの弟のフサイン・ブン・アリーとその一族であるハーシム家にその要求を断念させ、代わりにハサンをバキーの墓地に埋葬させた。その後、マルワーンは葬儀に参列した際に「彼の忍耐は山のように重いものだった」と語り、ハサンを讃えた。
ボズワースによれば、ムアーウィヤは、一般にウマイヤ家の中でもマルワーンを含むアブー・アル＝アースの系統に属する一族の野心に疑いを持っていた可能性があり、アブー・アル＝アースの系統はムアーウィヤが属していたアブー・スフヤーン（スフヤーン家）の系統よりもはるかに多くの成員を抱えていた。熟年の経験豊富なスフヤーン家の人物がほとんどいなかった当時、マルワーンは最も年長で権威のあるウマイヤ家の人物であった。ボズワースは、「ムアーウィヤを法的な異母兄弟としてズィヤード・ブン・アビーヒを養子縁組させ、生前に自身の息子のヤズィード（ヤズィード1世）をカリフの後継者として指名するという常識的とは言い難い行動に駆り立てたのは、アブー・アル＝アースの一族を恐れていたからではないか」と推測している。実際にマルワーンは、以前にアブー・アル＝アースの支流の一人であり、ウスマーンの息子であるアムルに対してカリフの嫡子という正統性を根拠にカリフの地位を主張するように迫っていたが、アムルは興味を示さなかった。マルワーンは676年に渋々ムアーウィヤによるヤズィードの指名を受け入れたものの、ウスマーンの別の息子であるサイード・ブン・ウスマーンに対してヤズィードの継承に反対するようにひそかに働きかけていた。しかし、ムアーウィヤがイスラーム国家の最東端の領域であるホラーサーンにおける軍司令官の地位をサイードに与えたことで、サイードは野心を収めることになった。

## マディーナにおけるウマイヤ家の指導者
680年にムアーウィヤが死去し、息子のヤズィードがカリフの地位を継いだ。しかし、カリフの地位を要求する意思を持っていたフサイン・ブン・アリー、アブドゥッラー・ブン・アッ＝ズバイル（以下、イブン・アッ＝ズバイル）、そしてアブドゥッラー・ブン・ウマルはヤズィードへの忠誠を拒否し続けた。ヒジャーズにおけるウマイヤ家一族の指導者的立場にあったマルワーンは、当時マディーナの総督であったアル＝ワリード・ブン・ウトバ・ブン・アビー・スフヤーンに対し、マルワーンがウマイヤ家の支配にとって特に危険だと考えていたフサインとイブン・アッ＝ズバイルにカリフの支配権を認めさせるように忠告した。フサインはワリードの喚問に応じたが、その場ではヤズィードの承認を保留し、代わりに公衆の面前で誓いを立てることを申し出た。ワリードはこれを受け入れたものの、その場に同席していたマルワーンは反発してワリードを非難し、フサインがヤズィードへの忠誠の誓いを立てるまで拘束するか、もし拒否するようであれば処刑するように要求した。これに対してフサインはマルワーンを罵り、その場を立ち去った。結局フサインはウマイヤ家に対する反乱を率いるためにクーファへ向かったものの、680年10月にカルバラーの戦いでヤズィードの軍隊によって殺害された。

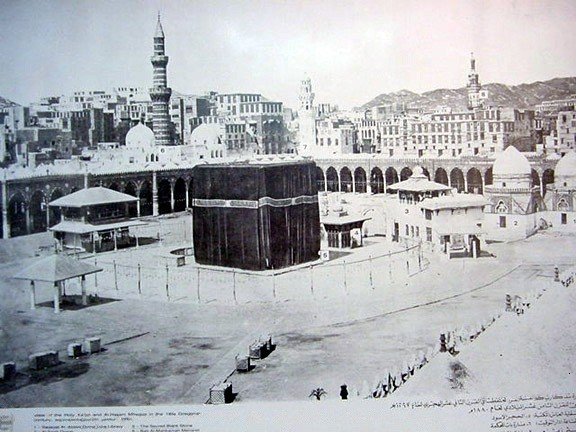
メッカのイスラームの聖殿であるカアバ（1880年撮影）。アブドゥッラー・ブン・アッ＝ズバイルは、反乱の期間中この場所を作戦拠点として使用した。

その一方でイブン・アッ＝ズバイルはワリードの喚問を避けてメッカへ逃れた。そして伝統的に暴力行為が禁じられていたイスラームの聖域であるカアバに置いた作戦拠点からヤズィードに対する反対派の結集を図った。この行動に対するヤズィードの反応と関連したいくつかのイスラームに伝わる逸話の中で、マルワーンはイブン・アッ＝ズバイルに対してカリフに服従しないように警告したとされている。しかし、ヴェルハウゼンはこのような移り変わりやすい伝承の内容は信用しがたいと述べている。
683年にマディーナの住民はヤズィードに対する反乱を起こし、地元のウマイヤ家の一族とその支持者を襲撃した。襲撃を受けた人々はマディーナの郊外にあるマルワーンが所有するいくつかの家屋へ避難したものの、襲撃側から包囲を受けた。これに対してマルワーンはヤズィードに支援を要請し、ヤズィードはこの地域におけるウマイヤ朝の支配権を回復するためにムスリム・ブン・ウクバが率いるシリアの部族民からなる遠征軍を派遣した。マディーナのウマイヤ家の一族はその後追放され、マルワーンとアブー・アル＝アースの一族を含む多くの者がムスリム・ブン・ウクバに合流し、その遠征に同行した。
その後、ヤズィードの軍隊とマディーナの住民は683年8月に発生したハッラの戦いで衝突した。この戦いでマルワーンは騎兵隊を率いてマディーナを通り抜け、マディーナ東部の郊外でムスリム・ブン・ウクバが交戦していたマディーナの守備隊に対して後方から攻撃を加えた。戦いはヤズィード側の勝利に終わり、ヤズィードの軍隊はマディーナの支配を回復するとイブン・アッ＝ズバイルが逃れていたメッカへ進軍し、都市を包囲した。しかしながら、包囲中の683年11月にヤズィードが急死したためにウマイヤ朝の軍隊はシリアへ撤退した。軍隊が撤退するとイブン・アッ＝ズバイルはすぐに自らをカリフであると宣言し、程なくしてエジプト、イラク、イエメンを含むイスラーム国家のほとんどの地域からカリフとして認められた。マルワーンとヒジャーズのウマイヤ家の一族はイブン・アッ＝ズバイルの支持者によって二度目となる追放を受け、その資産は没収された。

## カリフ時代

### カリフへの登位

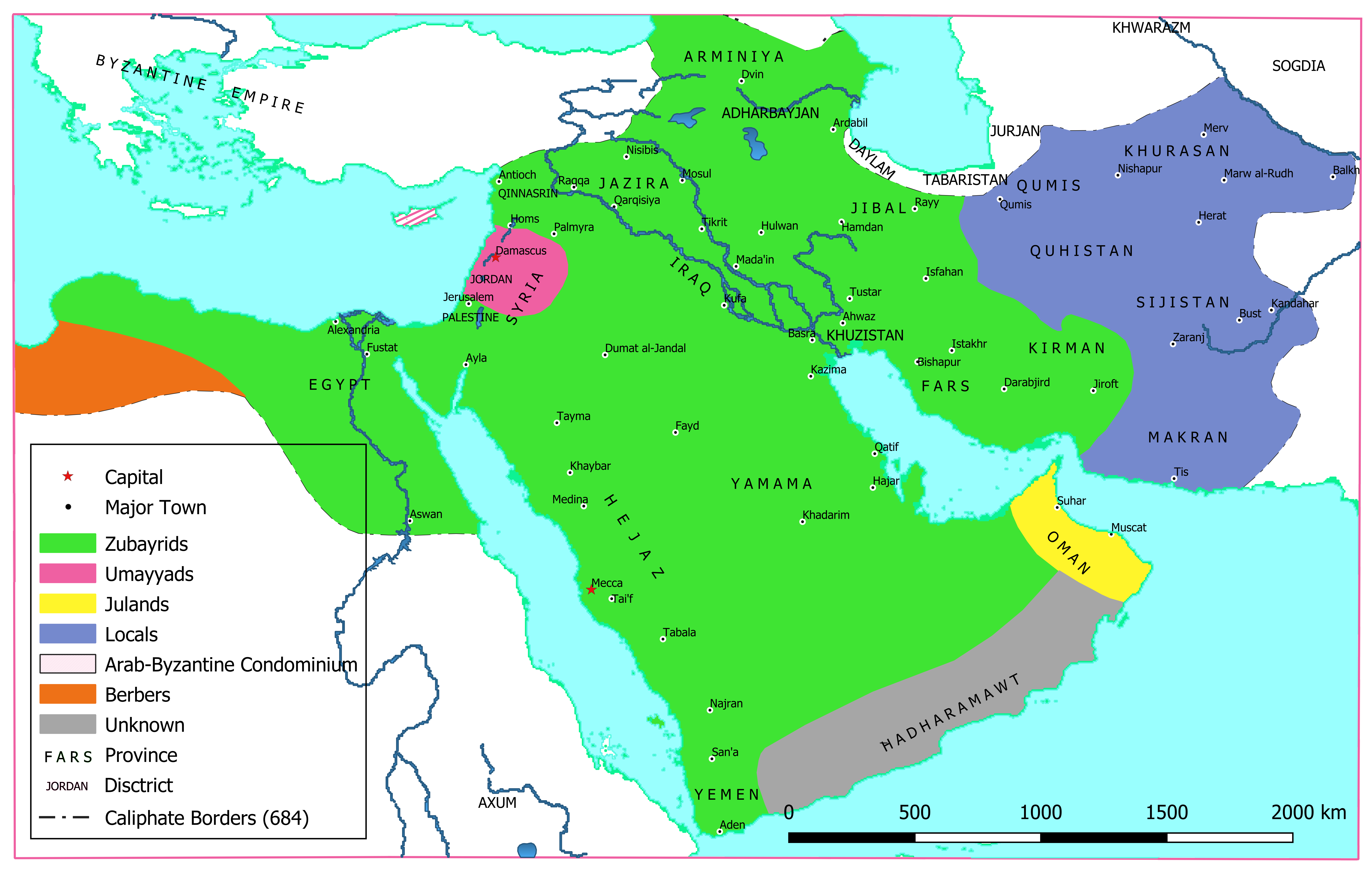
ムアーウィヤ2世死去後の684年時点の勢力図。マルワーンはウマイヤ朝の勢力範囲がシリアの一部にまで縮小した状況でカリフの地位を継承した。
ズバイル家の支配地域
ウマイヤ朝の支配地域
ジュランド族の支配地域
現地勢力の支配地域
ベルベル人の支配地域
統治者不明（ハドラマウト）

マルワーンは684年の初頭までにシリアのパルミラかヤズィードの若い息子で後継者となったムアーウィヤ2世の宮廷が存在するダマスクスのいずれかの場所に滞在していた。しかしながら、ムアーウィヤ2世は即位後数週間で後継者を指名することなく死去した。その後、シリアの軍事区（ジュンドと呼ばれる）のジュンド・フィラスティーン（現代のパレスチナ一帯）、ジュンド・ヒムス（現代のホムス周辺）、そしてジュンド・キンナスリーン（現代のアレッポ周辺）の総督は、ウマイヤ朝ではなくイブン・アッ＝ズバイルへの忠誠を誓った。その結果、ボズワースによれば、マルワーンは「統治者としてのウマイヤ家の将来に絶望」し、イブン・アッ＝ズバイルの正統性を認める用意ができていた。しかし、マルワーンはイラクを追放された総督のウバイドゥッラー・ブン・ズィヤードから、ジャービヤで開かれたウマイヤ朝を支持するシリアのアラブ部族の族長との会議中にムアーウィヤ2世の後継者として志願するように勧められた。
このイスラーム共同体の指導者の地位への志願は、地位の継承に関する三つの発展途上にあった原則の間の対立を露呈することになった。イブン・アッ＝ズバイルの一般的な認識としては、最も公正であり優れたイスラーム教徒に指導者の地位を譲るというイスラームの原則に則っていた。一方、ジャービヤの部族長の会議でウマイヤ朝の支持者たちは他の二つの原則について議論した。ムアーウィヤの若年の孫のハーリド・ブン・ヤズィードの推薦に象徴されるムアーウィヤが導入した世襲による継承、そしてマルワーンの場合に象徴される部族の指導的な一族の中で最も賢明で有能な人物を選択するというアラブ部族の規範である。

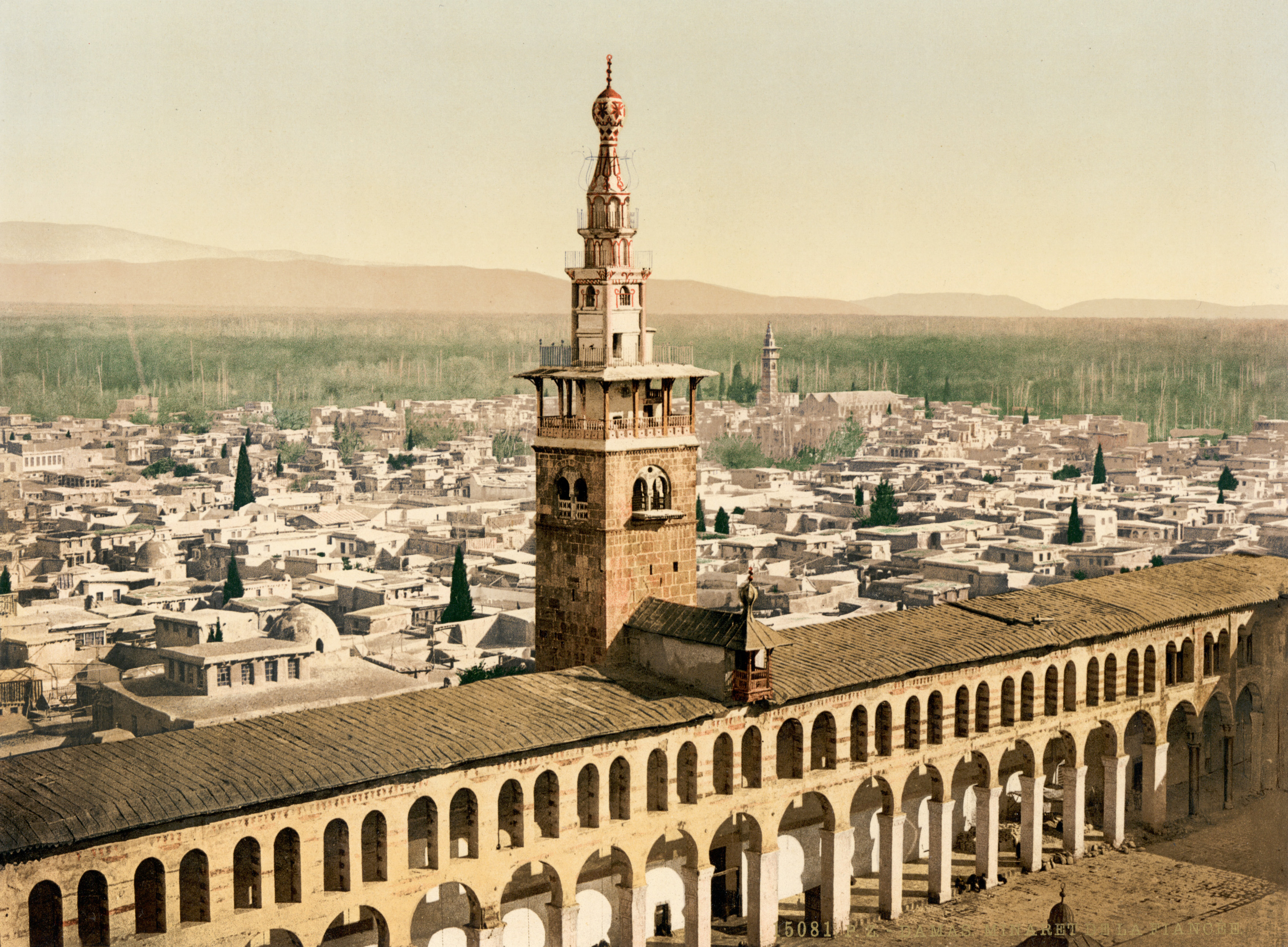
ダマスクスのウマイヤ・モスクのミナレット（1880年代撮影）。マルワーンはウマイヤ朝のカリフの後継者としてジャービヤでシリアのアラブ部族の有力者によって選出され、その後ダマスクスへ入った。

ジャービヤの会議の主催者であり、ヤズィードの母方の従兄弟で強力なカルブ族の族長であったイブン・バフダルは、ハーリドの擁立を支持した。しかし、ジュザーム族のラウフ・ブン・ズィンバーとキンダ族のフサイン・ブン・ヌマイルに主導された他のほとんどの族長は、ハーリドの若さと経験不足を上回るマルワーンの円熟した年齢と政治的な判断力、そして軍事経験を引き合いに出してマルワーンを支持した。9世紀の歴史家のヤアクービーは、マルワーンを賞賛するラウフの発言を引用している。「シリアの人々よ！ この人物がクライシュ族の長であり、ウスマーンの血の仇を討ち、ラクダの戦いとスィッフィーンの戦いでアリー・ブン・アビー・ターリブと戦ったマルワーン・ブン・アル＝ハカムだ」。
684年6月22日（ヒジュラ暦64年ズルカアダ月3日）に最終的な合意に達し、次の後継者としてハーリド、その後にはもう一人の著名な若いウマイヤ家の人物であるアムル・ブン・サイード・ブン・アル＝アース（アシュダクのラカブで知られる）がカリフとなる条件の下で、マルワーンがカリフの地位を継承することになった。そして後に「ヤマン」として知られるようになるウマイヤ朝を支持するシリアの部族連合（後述）は、マルワーンを支援することと引き換えにマルワーンから経済的な補償を約束された。また、ヤマン族のアシュラーフ（部族の貴族層）は、マルワーンに対して以前のウマイヤ朝のカリフの下で保持していたものと同じ儀礼上と軍事上の特権を要求した。そして、フサイン・ブン・ヌマイルはイブン・アッ＝ズバイルが公然と拒否した内容と同様の条件の協定をカリフと結ぼうとした。これに対して、歴史家のモハンマド・リーハーンは、「シリア軍の重要性を認識していたマルワーンは彼らの要求に真摯に応じた」と述べている。また、ケネディは以下のように状況を要約している。「マルワーンはシリアでは何の経験も接点もなかった。マルワーンは自分を選出したヤマン族のアシュラーフに完全に依存していたであろう」。

### ウマイヤ朝による統治の再確立に向けた軍事行動

マルワーンの死去後、686年頃の第二次内乱期の勢力図。マルワーンは生前にシリアとエジプト（赤色部分）の支配を回復させた。
アブドゥルマリク・ブン・マルワーン（ウマイヤ朝）の支配地域
ムフタール・アッ＝サカフィーの支配地域
アブドゥッラー・ブン・アッ＝ズバイル（ズバイル家）の支配地域
アブドゥッラー・ブン・アッ＝ズバイルを支持する勢力の支配地域
ハワーリジュ派の支配地域

カルブ族と対立してイブン・アッ＝ズバイルを支持した部族連合のカイス族はマルワーンのカリフ位継承に反対し、同様にイブン・アッ＝ズバイルを支持していたジュンド・ディマシュク（ダマスクス）総督のダッハーク・ブン・カイスに対して戦争のために軍を動員するように求めた。これに応じたダッハークとカイス族はダマスクスの北のマルジュ・ラーヒトの平野に陣地を築いた。カルブ族が支配的な部族であったジュンド・アル＝ウルドゥンを除き、シリアのジュンドのほとんどがイブン・アッ＝ズバイルを支持していた。
一方でマルワーンはカルブ族とその同盟部族による支援を受け、自軍より大規模であったダッハークの軍隊に向けて進軍した。同時にダマスクスではガッサーン族の有力者がダッハークの支持者を追放し、都市をマルワーンの支配下に置いた。そして684年8月に起こったマルジュ・ラーヒトの戦いで両軍は激突した。結果はマルワーン軍がカイス軍を完全に打ち破り、ダッハークは戦死した。この結果、シリアでマルワーンが台頭するとともにカルブ族が属するクダーア族の部族同盟の力が認められることになり、戦いの後にはホムスの部族同盟であるカフターン族と同盟を結び、「ヤマン」の名で知られる新しい大部族を形成した。しかしながら、マルジュ・ラーヒトの戦いにおけるウマイヤ朝とヤマン族の圧倒的な勝利は、長期にわたるカイス族とヤマン族の確執という負の遺産も残した。カイス族の残軍はジャズィーラ（メソポタミア北部）のカルキースィヤーの要塞を奪ったズファル・ブン・アル＝ハーリス・アル＝キラービーの下に逃れ、ズファルはそこからウマイヤ朝と対立する部族を率いた。マルワーンの作とされる詩の中で、マルワーンはマルジュ・ラーヒトの戦いにおけるヤマン族の支援に感謝の意を示した。
それが略奪品の一つとなるであろうことを理解した時、彼ら（カイス族）に対抗するためにガッサーン族とカルブ族を配した。
さらにはサクサク族（キンダ族）、勝利を収めるであろう者たち。タイイ族、一撃を加えることを求める者たち。
そして困難で高く聳え立つタヌーフ族、その力にカイス族は打ちひしがれ、倒されるであろう。
敵は力ずくでなければカリフの地位を奪い取ることはないであろう。そしてカイス族が近寄ってきたなら、こう言え、近寄るな！
マルワーンはすでにジャービヤにおいてウマイヤ朝支持派の部族に認められていたが、7月もしくは8月にダマスクスで行われた式典でカリフとして忠誠の誓いを受けた。マルワーンはヤズィードの未亡人でハーリドの母であるウンム・ハーシム・ファーヒタと結婚し、これによってスフヤーン家との政治的な結びつきを得た。ヴェルハウゼンは、この結婚によってマルワーンがヤズィードの息子たちの継父となることで、ヤズィードの系統の継承権を奪おうと試みたとする見解を示している。また、マルワーンはシュルタと呼ばれる治安部隊の長官にガッサーン族のヤフヤー・ブン・ヤフヤー・アル＝ガッサーニーを任命し、ハージブ（侍従）として自身のマウラーであるアブー・サフル・アル＝アスワードを任命した。
マルジュ・ラーヒトでの勝利とシリア中部におけるウマイヤ朝による権力の統合にもかかわらず、マルワーンの権威はウマイヤ朝がかつて領土としていた残りの地域では認められていなかった。ケネディによれば、ウバイドゥッラー・ブン・ズィヤードとイブン・バフダルの助けを借りながら、マルワーンは「強い意志と行動力」を持ってウマイヤ朝の支配の回復に取り掛かった。マルワーンはシリア北部におけるウマイヤ朝の支配力を強化し、治世の残りの期間はウマイヤ朝の支配権の回復に力を注いだ。
マルワーンはパレスチナにラウフ・ブン・ズィンバーを派遣し、ラウフは同じジュザーム族の出身で部族の指導権を争う対抗相手であったイブン・アッ＝ズバイル派の総督のナティル・ブン・カイスをメッカへ追放した。さらに、マルワーンは685年2月もしくは3月までにエジプトの首府であるフスタートのアラブ部族の有力者から重要な支援を得てエジプトの支配を回復することに成功した。エジプトのイブン・アッ＝ズバイル派の総督であるアブドゥッラフマーン・ブン・ウトバは追放され、エジプト総督の地位にはマルワーンの息子のアブドゥルアズィーズが任命された。
その後、アブドゥッラー・ブン・アッ＝ズバイルの弟であるムスアブ・ブン・アッ＝ズバイルの率いる遠征軍がパレスチナへ侵攻してきたものの、アシュダクの率いるウマイヤ朝軍が撃退に成功した。しかし、マルワーンが反対にヒジャーズへ派遣したクダーア族のフバイシュ・ブン・ドゥルジャが率いる遠征軍は、マディーナ東方のラバダでイブン・アッ＝ズバイル側の軍隊の前に壊滅的な敗北を喫した。一方、これと同時期にマルワーンはユーフラテス地方中部のカイス族の動きを抑えるために息子のムハンマドを派遣し、さらにイブン・アッ＝ズバイルを支持する勢力とアリー家を支持する勢力（この勢力は正統カリフのアリーとその子孫を指導者として仰ぐイスラームの宗派であるシーア派の端緒となった）からイラクを奪回するために、ウバイドゥッラー・ブン・ズィヤードが率いる遠征軍を685年の上旬に派遣した。

### 死と後継者
史料によって期間にずれはあるものの、マルワーンは6か月から10か月の間の統治ののち、685年（ヒジュラ暦65年）の春に死去した。マルワーンの死の正確な日付は中世の史料からははっきりとしていない。歴史家のイブン・サアド、タバリー、ハリーファ・ブン・ハイヤートは4月10日か11日（シャアバーン月29日）、マスウーディーは4月13日（ラマダーン月3日）、ニシビスのエリヤは5月7日としている。ほとんどの初期のイスラーム教徒による史料ではマルワーンはダマスクスで亡くなったとされているものの、マスウーディーはティベリアス湖に近いシンナブラにある冬の住居で死去したとしている。伝統的なイスラーム教徒による史料の中で広く伝わっているものとしては、マルワーンが妻のウンム・ハーシム・ファーヒタに対して名誉を傷つけるような酷い侮辱の言葉を吐いたために、報復として就寝中に殺害されたというものがある。しかし、この話はほとんどの西洋の歴史家からは史実とはみなされていない。また、マスウーディーの記録から、ボズワースらはマルワーンが死去した時期にシリアを襲っていた伝染病が死の原因だったのではないかと疑っている。
685年にマルワーンがエジプトからシリアへ帰還する際に、マルワーンは息子のアブドゥルマリクを継承順位の第一位、アブドゥルアズィーズを第二位とする形でカリフの後継者として指名した。シンナブラに到着したあとにマルワーンはこの後継者の変更を実行したものの、イブン・バフダルがアシュダクをマルワーンの次期の後継者として認めたという知らせを受けた。マルワーンはイブン・バフダルを召喚して尋問し、最後には確実な後継者であるとしてアブドゥルマリクへの忠誠を誓うように要求した。これによってマルワーンは684年にジャービヤの部族会議で達した合意を破棄し、世襲による継承の原則を再び導入することになった。アブドゥルマリクは以前に指名された後継者であるハーリド・ブン・ヤズィードとアシュダクから異議を受けることなくカリフの地位を継承した。その後は世襲による継承がウマイヤ朝の標準的な慣行となった。

## 評価
ほとんどの場合において一族とは距離を置いた態度を取っていたムアーウィヤとは対照的に、マルワーンはウスマーンの統治を手本として権力の基盤を一族に求め、一族に対して広く信頼を寄せていた。そのため、マルワーンはアブドゥルマリクへのカリフの地位の継承を確実なものにし、息子のムハンマドとアブドゥルアズィーズに非常に重要な軍事上の命令を与えた。混乱に満ちた状況から統治を開始したにもかかわらず、マルワーン家（マルワーンの子孫）はウマイヤ朝の領土を統治する一族としての地位を固めることになった 。
ボズワースの見解によれば、マルワーンは「間違いなく優れた技量と決断力を備えた政治家であり軍事指導者であった。そしてウマイヤ家の他の傑出した人物たちが持ち合わせていたヒルム（冷静さ）と抜け目のなさといった資質を十分に与えられていた」。また、カリフとして台頭したシリアは権力の基盤を欠いていたほとんどなじみのない土地であったが、さらに65年間続いたウマイヤ朝の統治を確固なものとしたアブドゥルマリクの治世の基礎を築いたとしている。一方、マーデルングの見解では、マルワーンのカリフの地位への道のりは「真に高度な権力闘争」であり、マルワーンの初期のキャリアから始まっていた陰謀の集大成だった。このような陰謀にはウマイヤ家のためにウスマーンの権力の強化を推し進めたこと、タルハを殺害することによってウスマーン暗殺の「最初の復讐者」になること、そしてダマスクスのスフヤーン家のカリフの権威を公然と押し付けていた一方で、ひそかにその権威の弱体化を図っていたことが含まれるとしている。
また、マルワーンは粗野で社会的な品位に欠けていたことでも知られていた。マルワーンは多くの戦闘の負傷によって回復しない傷を負った。マルワーンの背が高くひどく痩せていた外見は、ハイト・バティル（クモの糸のように細い）というあだ名をマルワーンに与えた。後の反ウマイヤ朝のイスラーム教徒による伝承の中では、イスラームの預言者ムハンマドが主張したマルワーンの父親であるアル＝ハカムのターイフへの追放や、イブン・アッ＝ズバイルによるマルワーンのマディーナからの追放といった出来事を指して、マルワーンをターリド・ブン・ターリド（無法者の息子の無法者）と呼んで嘲笑している。マルワーンは息子と孫が後にカリフの地位を継承したため、アブー・アル＝ジャバビーラ（暴君たちの父）とも呼ばれた。ムハンマドに由来する多くのことわざの中で、マルワーンとその父親はイスラームの預言者の不吉な予感の対象となっているが、フレッド・マクグロウ・ドナーは、これらの風評の多くは、一般にマルワーンやウマイヤ朝と敵対したシーア派の人々によって作り出されたと考えるのが最も自然であるとしている。
中世のイスラーム教徒の歴史家のバラーズリー（892年没）とイブン・アサーキル（1176年没）によって引用されたいくつかの説明は、マルワーンが敬虔な人物であったことを示唆している。これらの説明の引用元の例として、マルワーンがクルアーンの朗唱者の中でも最も優れた水準にあったというものや、マルジュ・ラーヒトの戦いの前に40年以上にわたってクルアーンを朗唱していたというマルワーン自身の主張が9世紀の歴史家のマダーイニー（843年没）によって記録されている。マルワーンの息子たちの多くが（伝統的なアラブ人の名前とは対照的に）明らかにイスラームに由来する名前を持っていたことに基づいて、ドナーはマルワーンが神とムハンマドを含むイスラームの預言者を讃えるためにクルアーンの言葉に従って実際に「深く信仰」し、「心から感銘を受けて」いたであろうと推測している。また、マルワーンと同世代のほとんどのイスラームの指導者たちと同様に考古学的な証拠や碑文による史料がなく、マルワーンの伝記に関する情報が大抵において論争をもたらす文学的な史料に限られていることを理由として、「マルワーンの正当な評価に達する」ことの難しさを指摘している。